# Жунжурек
Жунжурек (каз. Жынжүрек) — село в Алакольском районе Жетысуской области Казахстана. Входит в состав Лепсинского сельского округа. В состав Лепсинского сельского округа, кроме села Жунжурек, входят села Лепси, Байзерек и Шымбулак. Код КАТО — 193467300. 

## Население
В 1999 году население села составляло 146 человек (75 мужчин и 71 женщина). По данным переписи 2009 года, в селе проживало 79 человек (41 мужчина и 38 женщин). Численность населения в 2009 году по сравнению с переписью 1999 года составила 54,1%.

## Климат
Климат здесь континентальный. Средняя температура января составляет 12 °C, а средняя температура июля - 23 °C. Среднегодовое количество осадков составляет 350-400 мм, основное количество которых приходится на март-май и ноябрь-декабрь. Преобладают северо-восточные (34%) и северные (16%) ветры. Стабильный снежный покров образуется в последней декаде ноября и заканчивается во второй декаде марта.

## Название
Существуют разные мнения о происхождении названия Жунжурек(Жынжурек). Айтым Абдрахманов в своем труде «Топонимия и этнотопонимия»: «Оно должно происходить от монгольских слов зүүн – «восток», зураг – «изображение». «Жунжурек (зуунзураг) означает «картинная гора на востоке», - писал он. И Е.Койшыбаев в своей книге под названием «Словарь названий земель и вод Казахстана»: «С древнеготюркского языка части слов «Жунжурек» означают жүн (фонетическая форма казахского слова «жон») и йүрек(«жүрнек» - одна часть горы).» Таким образом, по словам Е.Койшыбаева «Жунжурек» возможно означает «увалистое сердце.» 
Слово жүн в первом слоге названия в переводе с кыргызского означает зоо – «высокий, скала»; с туркменского зов, зав – «скала внутри оврага»; с таджикского зоу – «голая скала, овраг». Очевидно, что монгольское слово зо означающее «горное пламя» тоже относится к этой группе слов. Следовательно, можно понять, что слово жүн является фонетическим вариантом этих слов «зоо, зав, зау, зо» в казахском языке. Слово жүрек во втором слоге имени в переводе с монгольского зураг означает «картина, изображение». Тогда полное значение имени «Жунжурек» можно назвать как «картина на высокой скале».